# The Sphere

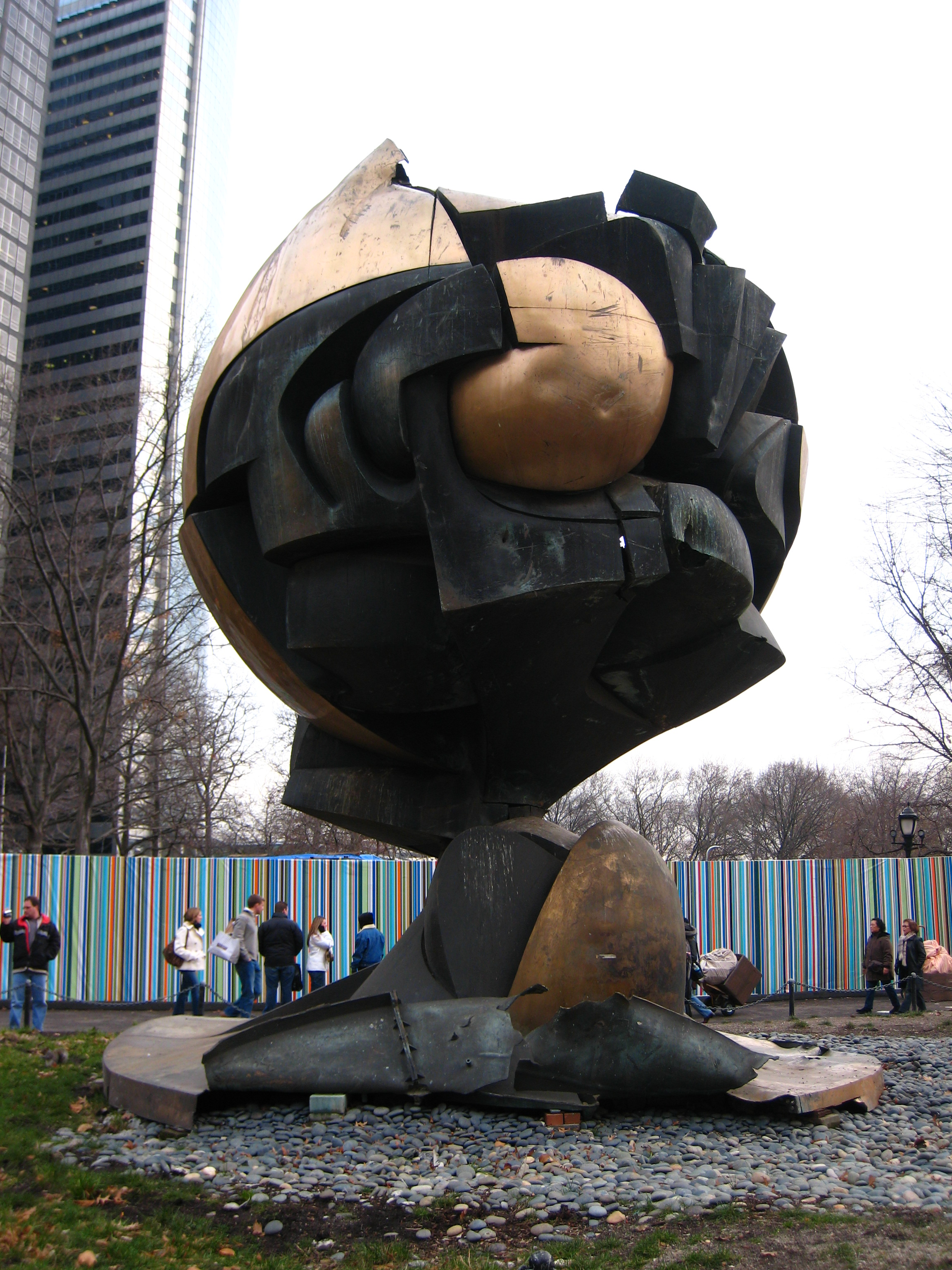
The Sphere i Battery Park.

The Sphere är en metallskulptur från 1971 av den tyske skulptören Fritz Koenig. Före 11 september-attackerna stod skulpturen på World Trade Center Plaza i New York som en symbol för världsfred. Den blev skadad i attacken men sparades och stod mellan 2002 och 2017 i Battery Park, som ett monument över de döda i attacken. 2016 beslutades det att återplacera skulpturen vid det nya World Trade Center. Sedan 16 augusti 2017 är den placerad i Liberty Park intill nya World Trade Center.